# United States Basketball League
La  United States Basketball League, más conocida como USBL, fue una liga de baloncesto profesional estadounidense que se disputaba en los meses de primavera. Fue creada en 1985, disputándose de manera ininterrumpida hasta 2007, con la excepción de 1989. En 2008 la liga se suspendió, al contar únicamente con cinco equipos. Los últimos campeones fueron los Kansas Cagerz.

## Palmarés
| - 1985 Springfield Fame (19-6), Gana la temporada regular. Sin playoffs - 1986 Tampa Bay Flash (22-8), Gana la temporada regular. Sin playoffs - 1987 Miami Tropics 103 Rhode Island Gulls 99 - 1988 New Haven Skyhawks 134 Palm Beach Stingrays 126 - 1989 Suspendida la liga - 1990 Jacksonville Hooters (15-1) Gana la temporada regular. Sin playoffs - 1991 Philadelphia Spirit 110 Miami Tropics 108 - 1992 Miami Tropics 116 Philadelphia Spirit 114 - 1993 Miami Tropics 139 Westchester Stallions 127 - 1994 Jacksonville Hooters 117 Atlanta Trojans 109 - 1995 Florida Sharks 109 Atlanta Trojans 104 - 1996 Florida Sharks 118 Atlantic City Seagulls 115 |  | - 1997 Atlantic City Seagulls 114 Long Island Surf 112 - 1998 Atlantic City Seagulls 100 Long Island Surf 96 - 1999 Atlantic City Seagulls 83 Connecticut Skyhawks 77 - 2000 Dodge City Legend 89 Oklahoma Storm 86 - 2001 Pennsylvania ValleyDawgs 100 Dodge City Legend 91 - 2002 Oklahoma Storm 122 Kansas Cagerz 109 - 2003 Dodge City Legend 97 Pennsylvania ValleyDawgs 96 - 2004 Pennsylvania ValleyDawgs 118 Brooklyn Kings 116 - 2005 Dodge City Legend 97 Kansas Cagerz 84 - 2006 Nebraska Cranes 100 Dodge City Legend 92 - 2007 Kansas Cagerz 95 Brooklyn Kings 92 |

## Jugadores más destacados
| - Darrell Armstrong - (Atlanta Trojans) - Tyrone Curtis "Muggsy" Bogues - (Rhode Island Gulls) - Manute Bol - (Rhode Island Gulls) - Devin Brown - (Kansas Cagerz) - Mario Elie- (Miami Tropics) - World B. Free-(Miami Tropics) - Raja Bell-(Tampa Bay Windjammers) - Avery Johnson - (Palm Beach Stingrays) - Roy Jones, Jr. - (Brevard Blue Ducks) |  | - Anthony Mason - (Long Island Surf) - Cheryl Miller - (Staten Island Stallions) - Jamario Moon - (Gary Steelheads) - Lynette Richardson -(Miami Topics) - Micheal "Sugar" Ray Richardson - (Long Island Knights) - Anthony Jerome "Spud" Webb - (Rhode Island Gulls) - John "Hot Rod" Williams - (Rhode Island Gulls) - Kelvin Upshaw - (Palmbeach Stingrays) - Lorenzo Williams -(Palmbeach Stingrays) |